# Profession de foi de Pierre

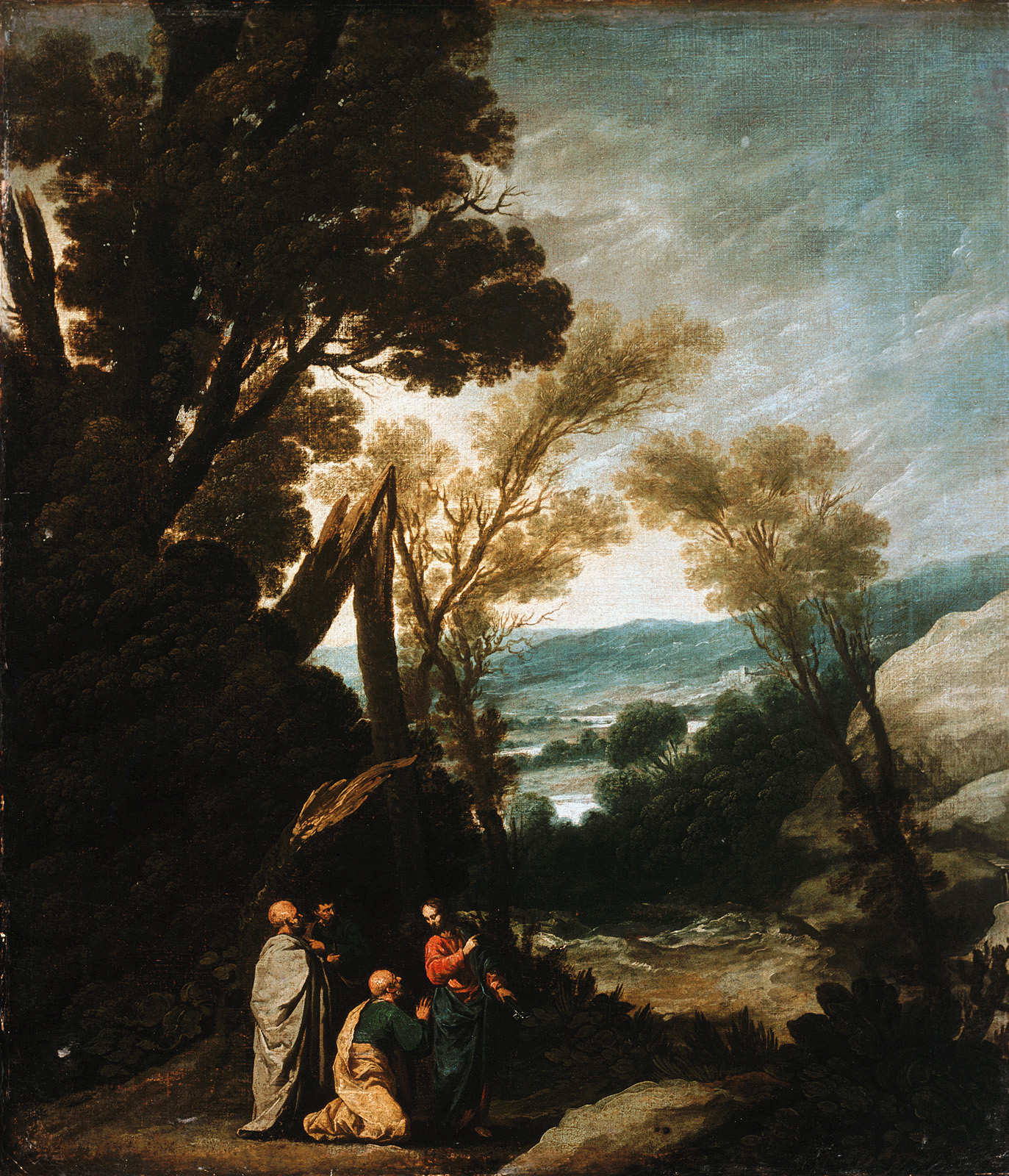
La Traditio clavium par Jacob Symonsz. Pynas, Galerie nationale de Slovénie.

La profession de foi de Pierre, ou confession de Pierre (d'après le titre latin de la Vulgate matthéenne : Confessio Petri), est un épisode du Nouveau Testament où l’apôtre Pierre proclame que Jésus est le Christ, c'est-à-dire le Messie juif. Cette proclamation figure dans les trois évangiles synoptiques : en Marc 8:27-30, en Matthieu 16:13-20 et en Luc 9:18-21. Ces trois textes comportent des variantes. Pierre dit : « Tu es le Messie » ou « le Christ » (Marc 8:29) ; ou « Tu es le Messie, le Fils du Dieu vivant » (Matthieu 16:16) ; ou  encore « le Messie de Dieu » ou « le Christ de Dieu » (Luc 9:20). 
Dans le christianisme, la proclamation de Jésus comme Christ est l'un des fondements de la christologie. La déclaration de Pierre et l’acceptation par Jésus du titre de « Messie » ont valeur d'affirmation définitive. Jésus approuve l'appellation de « Christ » et de « Fils de Dieu », et, de surcroît, dit que cette proclamation a été révélée à Pierre par son Père céleste. Toutefois, il enjoint à ses disciples de garder le silence.
Dans la même péricope, Jésus choisit Pierre comme premier apôtre et déclare (Mt 16:18-19) : « Sur cette pierre, je bâtirai mon Église. » Les conséquences de cette désignation, notamment le lien entre cette primauté pétrinienne et la primauté pontificale, font l'objet de dissensions entre les différentes dénominations chrétiennes.
La profession de foi de Pierre est également une fête liturgique célébrée par plusieurs Églises, en particulier lors de la Semaine de prière pour l'unité des chrétiens.

## Textes bibliques
Mc 8,27-30 :

« Jésus s’en alla, avec ses disciples, dans les villages de Césarée de Philippe, et il leur posa en chemin cette question : Qui dit-on que je suis ?
Ils répondirent : Jean Baptiste ; les autres, Élie, les autres, l’un des prophètes.
Et vous, leur demanda-t-il, qui dites-vous que je suis ? Pierre lui répondit : Tu es le Christ.
Jésus leur recommanda sévèrement de ne dire cela de lui à personne. »

Mt 16,13-20 :

« Jésus, étant arrivé dans le territoire de Césarée de Philippe, demanda à ses disciples : Qui dit-on que je suis, moi, le Fils de l’homme ?
Ils répondirent : Les uns disent que tu es Jean-Baptiste ; les autres, Élie ; les autres, Jérémie, ou l’un des prophètes.
Et vous, leur dit-il, qui dites-vous que je suis ?
Simon Pierre répondit : Tu es le Christ, le Fils du Dieu vivant.
Jésus, reprenant la parole, lui dit : Tu es heureux, Simon, fils de Jonas ; car ce ne sont pas la chair et le sang qui t’ont révélé cela, mais c’est mon Père qui est dans les cieux.
Et moi, je te dis que tu es Pierre, et que sur cette pierre je bâtirai mon Église, et que les portes du séjour des morts ne prévaudront point contre elle.
Je te donnerai les clefs du royaume des cieux : ce que tu lieras sur la terre sera lié dans les cieux, et ce que tu délieras sur la terre sera délié dans les cieux.
Alors il recommanda aux disciples de ne dire à personne qu’il était le Christ. »

Lc 9,18-21 :

« Un jour que Jésus priait à l’écart, ayant avec lui ses disciples, il leur posa cette question : Qui dit-on que je suis ?
Ils répondirent : Jean Baptiste ; les autres, Élie ; les autres, qu’un des anciens prophètes est ressuscité.
Et vous, leur demanda-t-il, qui dites-vous que je suis ? Pierre répondit : Le Christ de Dieu.
Jésus leur recommanda sévèrement de ne le dire à personne. »

## Exégèse

### La révélation
Cette péricope, qui est suivie par le récit de la Transfiguration de Jésus, marque le début de la révélation de l’identité de Jésus à ses disciples,.
La scène se déroule dans les environs de Césarée de Philippe, région située à l'extrême nord de la Galilée, en territoire païen, c'est-à-dire en dehors des lieux où se retrouvent habituellement Jésus et les Douze. Camille Focant remarque que Césarée de Philippe « ne joue aucun rôle ailleurs dans le Nouveau Testament », ce qui l'amène à s'interroger sur le choix de ce lieu comme arrière-plan de la révélation : ce voyage ne répond pas à une mission de Jésus et ressemble plutôt à une prise de distance nécessaire pour délivrer un nouvel enseignement.
En réponse à la première question de Jésus, qui porte sur l'opinion de la foule en général, les apôtres suggèrent que le « Fils de l'homme » peut être identifié à des figures prophétiques familières : Jean le Baptiste, Élie, Jérémie ou d'autres. L'allusion au Baptiste peut s'expliquer par un passage de Marc 6:14-16 où Hérode Antipas croit que Jésus est le Baptiste ressuscité.
La question suivante est d'un ordre différent : « Qui dites-vous que je suis ? » Lorsque Jésus interroge les apôtres sur leur propre opinion, un je s'adresse à un vous, comme un maître s'adresse à ses disciples. Seul Pierre répond, et cette fois le propos ne se réfère pas à un personnage déjà connu : « le Christ, le Fils du Dieu vivant ». La « révélation » qu'évoque alors Jésus vient du « Père qui est dans les cieux » : autrement dit, son origine ne se trouve pas en ce monde. Tout comme Abraham, fondement du peuple d'Israël (Livre d'Isaïe 51:1-2), Pierre est le rocher sur lequel s'édifiera l'ecclésia à venir. Cette profession de foi est à l'origine de la doctrine de la primauté pétrinienne.

### L'affirmation messianique
D'une manière générale, l'Évangile selon Matthieu s'emploie à présenter Jésus comme le Messie d'Israël. Cette affirmation se retrouve à plusieurs reprises, de diverses manières, par exemple aux chapitres 10 ou 15. Les titres christologiques qu'utilise le texte matthéen (Fils de David, Messie ou Fils de l'homme) renvoient tous à la Bible hébraïque, et cette proclamation correspond, chez l'auteur, à une « redéfinition en profondeur de son univers religieux », comme le note Daniel Marguerat : le Dieu vivant est présent au milieu de son peuple et au milieu du monde, il est l'Emmanuel, ce qui signifie une « radicalisation du messianisme juif » et une relecture des grands thèmes du judaïsme.

### Le secret messianique
Dans les trois synoptiques, la péricope se conclut par une « recommandation » de Jésus, qui ordonne à ses disciples de « ne dire à personne » qu'il est le Christ. 
Le plus ancien de ces trois textes, celui de Marc, indique que cette injonction est formulée « sévèrement ». Plus précisément, la traduction littérale de Mc 8:30 donne : « Et il les rabroua pour qu'à personne ils ne parlent de lui. » Le verbe « rabrouer », en grec ἐπιτιμαω, est celui qu'emploie le même évangile lorsqu'il s'agit d'imposer silence aux démons ou d'apaiser la tempête (1:25 ; 3:12 ; 9:25 ; 4:39). Or, lorsque Pierre exprime avec justesse la véritable identité de Jésus, ordre lui est donné de se taire, ce qui évoque une tradition courante dans la littérature antique : plus l'instant du « dévoilement » est retardé, plus forte est la tension dramatique, par exemple à la fin de l'Odyssée, quand Ulysse, de retour à Ithaque, reste déguisé en mendiant. Sur le plan christologique, il semble que l'affirmation messianique ne puisse être prononcée avant l'instant de la Crucifixion (15:39). Il existe en effet une relation directe entre cette injonction de silence et la première annonce de la Passion au verset suivant (8:31), car le secret messianique a pour fonction, écrit Vittorio Fusco, « de lier étroitement la messianité de Jésus à l'événement de la Croix et de la Résurrection, en dehors duquel Jésus ne peut être ni compris, ni proclamé ».

### Historicité
Si Craig A. Evans soutient l'historicité de l'ensemble de l'épisode, Rudolf Bultmann y voit une « légende » destinée à enraciner la croyance en la messianité de Jésus dans le récit d'une toute première proclamation énoncée par Pierre en présence de Jésus,. Il est toutefois possible d'objecter que la thèse de Bultmann se fonde avant tout sur sa vision de l'élaboration progressive de la foi chrétienne.